# Грозната истина
Грозната истина (на английски: The Ugly Truth) е американска романтична комедия от 2009 г.

## Сюжет
Аби Ричтър е продуцент на сутрешно ТВ предаване в Сакраменто, Калифорния. Аби вярва в истинската любов и е защитник на книги като „Пилешка супа за душата“ и „Мъжете са от Марс, жените – от Венера“. Прибирайки се от поредната разочароваща среща, тя хваща откъс от местно шоу, „Грозната истина“, с водещ Майк Чадуей, чийто цинизъм предизвиква Аби да се обади в ефир. На следващия ден, тя разбира, че шоуто ѝ може да бъде свалено от ефир, поради ниски рейтинги. Собственикът на канала е наел Майк да говори за отношенията между половете в шоуто на Аби.
В началото, двамата не се разбират; Аби мисли, че Майк е глупав и отвратителен, докато той я намира за наивна откачалка. Когато тя среща мъжа на мечтите си, доктор Колин, който е и неин съсед, Майк я убеждава, че ако следва съветите му, двамата ще станат гаджета. Аби е скептично настроена, но двамата сключват сделка: ако тя успее да привлече Колин, Аби ще работи щастливо с Майк, но ако нещата не се получат, Майк ще напусне шоуто ѝ.
Майк вдига рейтингите на шоуто и сближава водещите, Джорджия и Лари. Освен това, успешно ръководи Аби и тя започва да излиза с него. Майк е поканен в национално шоу и получава оферта за работа в друг канал. Аби е принудена да откаже романтичен уикенд с Колин, когато двамата са планирали да правят секс, за да убеди Майк да остане в шоуто.
Двамата се забавляват в испански бар и Майк съобщава, че не иска да се мести, за да може да е близо до сестра си и племенника си в Сакраменто. Той я целува страстно в асансьора, но се разделят и се отправят към хотелските си стаи. Майк решава да иде при Аби и да признае чувствата си към нея, когато Колин, който е долетял да я изненада, отваря вратата на стаята ѝ. Майк си тръгва, а Аби се разделя с Колин, защото осъзнава, че той харесва личността, която Майк е създал, а не истинското ѝ аз.
Майк напуска шоуто на Аби и работи за конкурентна телевизия. Оказва се, че и двамата са на един и същ фестивал на балоните за репортажи. Той не издържа, когато вижда заместника си в собственото си шоу и се появява в ефир в шоуто на Аби. Двамата са на балон и спорят, докато той излита. Тогава, Аби разкрива, че е скъсала с Колин, а Майк признава чувствата си към нея. Двамата се целуват, докато балонът полита, а всичко това е излъчено в ефир от вградена в балона видеокамера. Филмът завършва със сцена с Аби и Майк, правейки секс. Майк я пита дали е имитирала оргазъм, а тя отговаря: „Никога няма да знаеш“.

## Герои
- Абигейл „Аби“ Ричтър – неуспешна романтичка, продуцент на сутрешно предаване
- Майк Чадуей – пълна противоположност на Аби
- Колин Андерсън – съсед на Аби, ортопед
- Стюарт – шеф на Майк и Аби
- Джордия Бордени – водеща на шоуто на Аби, съпруга на Лари
- Лари Бордени – водещ на шоуто на Аби, съпруг на Джордия
- Джой Хайм – асистентка и приятелка на Аби
- Джим Раян – гадже на сляпо на Аби
- Елизабет – сестра на Майк
- Дори Колман
- Дюан
- Крейг Фъргюсън